# Лайза Александер
Лайза Александер (англ. Lisa Alexander, 22 вересня 1968) — канадська синхронна плавчиня.
Призерка Олімпійських Ігор 1996 року.
Призерка Чемпіонату світу з водних видів спорту 1991, 1994 років.
Переможниця Ігор Співдружності 1994 року.
Призерка Панамериканських ігор 1987, 1995 років.